# بوني براينت (لاعبة غولف)
بوني براينت (بالإنجليزية: Bonnie Bryant)‏ هي لاعبة غولف أمريكية، ولدت في 5 أكتوبر 1943 في تولاري في الولايات المتحدة.

## وصلات خارجية
- بوني براينت على موقع رابطة لاعبات الغولف المحترفات (الإنجليزية)